# Solange Lackington
Solange Lackington Gangas (Santiago do Chile, 7 de dezembro de 1962) é uma atriz, diretora e dramaturga chilena de cinema, teatro e televisão.

## Biografia
Ela estudou teatro na Escola de Teatro da Pontifícia Universidade Católica do Chile. Com apenas 20 anos, estreou na televisão, atuando em novelas como La torre 10 (1984) e Bellas y audaces (1988), ao lado de figuras como Sonia Viveros, Lucy Salgado e Luis Alarcón. Nesse período, colaborou com a produtora Sonia Fuchs na Área Dramática da Televisión Nacional de Chile.
Ela alcançou grande popularidade interpretando Estrellita na série diária Los Venegas. Porém, sua consagração se deu ao ingressar na Área Dramática do Canal 13, atuando em novelas como Sabor a ti, Piel canela, Machos e Brujas. Nesse período, conquistou uma temporada de grandes premiações por seu trabalho, incluindo Prêmio Apes e Prêmio Altazor.
Em 2017, ela assumiu o papel-título na peça de Edward Franklin Albee, Who's Afraid of Virginia Woolf?. Sua atuação nesta peça rendeu críticas positivas. Um ano depois, ela interpretou Gabriela Mistral em Mistral, Gabriela, 1945, de Andrés Kalawski.
Mais tarde, Lackington emigrou para o elenco da área dramática do canal Mega, onde atuou em diversas novelas como Perdona nuestros pecados, Juegos de poder e sua mais recente participação na novela diurna do canal, Verdades ocultas; onde interpretou Rocío Verdugo em sua fase adulta.

## Filmografia

### Telenovelas
| Ano       | Título                   | Personagem                     | Canal    |
| --------- | ------------------------ | ------------------------------ | -------- |
| 1984      | La torre 10              | Carmen Oyarce                  | TVN      |
| 1985      | Marta a las ocho         | Mónica Sanhueza                | TVN      |
| 1985      | Morir de amor            | Rosa                           | TVN      |
| 1986      | La villa                 | Daniela Sarlegui               | TVN      |
| 1988      | Bellas y audaces         | Lourdes Meza                   | TVN      |
| 1988      | Las dos caras del amor   | Adela García                   | TVN      |
| 1989      | A la sombra del ángel    | Rosalía                        | TVN      |
| 1990      | El milagro de vivir      | Paulina Silva                  | TVN      |
| 1993      | Ámame                    | Gladys Castro / Marilyn        | TVN      |
| 1994      | Rojo y miel              | Valeria Cortés                 | TVN      |
| 1995      | Juegos de fuego          | Mariana Casiraghi              | TVN      |
| 1996      | Loca piel                | Genoveva Rubio                 | TVN      |
| 1997      | Tic tac                  | Iris Valdés                    | TVN      |
| 1998      | Marparaíso               | Rita Gallegos                  | Canal 13 |
| 2000      | Sabor a ti               | Filomena Calquín               | Canal 13 |
| 2001      | Piel canela              | Rosario Novoa                  | Canal 13 |
| 2003      | Machos                   | Josefina Urrutia               | Canal 13 |
| 2004      | Hippie                   | Hermana Ángela Hidalgo         | Canal 13 |
| 2005      | Brujas                   | Marta "Martuca" Salinas        | Canal 13 |
| 2006      | Descarado                | Ana María Bilbao               | Canal 13 |
| 2007–2008 | Lola                     | María Teresa "Marité" Sagardía | Canal 13 |
| 2009      | Cuenta conmigo           | Cristina Mendoza               | Canal 13 |
| 2010      | Martín Rivas             | Bernarda Cordero               | TVN      |
| 2012–2013 | Soltera otra vez         | Luisa Tapia                    | Canal 13 |
| 2014      | Chipe libre              | Irene Olivares                 | Canal 13 |
| 2015      | Papá a la deriva         | Victoria "Vicky" Urrutia       | Mega     |
| 2016      | Ámbar                    | Mireya Zúñiga                  | Mega     |
| 2018      | Si yo fuera rico         | Mónica Salas                   | Mega     |
| 2018      | Perdona nuestros pecados | Edith Gacitúa                  | Mega     |
| 2019      | Juegos de poder          | Beatriz Acosta                 | Mega     |
| 2021–2022 | Verdades ocultas         | Rocío Verdugo/Ana Merino       | Mega     |

### Séries
| Ano       | Título                         | Personagem              | Canal    |
| --------- | ------------------------------ | ----------------------- | -------- |
| 1982      | Teleduc                        |                         | Canal 13 |
| 1996      | Madre e hijo                   | Fernanda                | TVN      |
| 1996–1998 | Los Venegas                    | Estrellita              | TVN      |
| 1997      | Brigada Escorpión              | Soledad García          | TVN      |
| 2003      | Cuentos de mujeres             | Rosa                    | TVN      |
| 2006      | Dinastía Sá Sa                 | Marta "Martuca" Salinas | Canal 13 |
| 2018      | Martín, el hombre y la leyenda | Edith Fuentes           | Mega     |

### Cinema
- Súper, todo Chile adentro (2009) - Nora
- Manzanas Amarillas - Cortometraje (2014) - Adriana
- Contra el demonio (2019)
- El hombre del futuro (2019)
- Nadie Sabe Que Estoy Aquí (2020).

### Programas de televisão
- Mi barrio, tu mejor compañía (2021)
- The covers (2021) - Participante

### Vídeos musicais
| Ano  | Título | Artista       | Direção       |
| ---- | ------ | ------------- | ------------- |
| 2018 | Vuelve | Nicolás Álamo | Sergio Pineda |

## Teatro
- 2010: Entre gallos y medianoche
- 2014: La Bella y la Bestia como La tetera Teté
- 2017: Fiebre de sábado por la noche' como Flo Manero
- 2017: ¿Quién le teme a Virginia Woolf? como Virginia Woolf
- 2019: Mistral, Gabriela (1945) como Gabriela Mistral
- 2020: Libertad 1209 como María Eugenia Darrigrande

## Prêmios e indicações
Prêmio Altazor
| Ano  | Categoria                 | Trabalho                                        | Resultado |
| ---- | ------------------------- | ----------------------------------------------- | --------- |
| 2001 | Melhor Atriz de Televisão | Sabor a ti                                      | Indicada  |
| 2002 | Melhor Atriz de Televisão | Piel canela                                     | Venceu    |
| 2004 | Melhor Atriz de Televisão | Machos                                          | Indicada  |
| 2005 | Melhor Atriz de Televisão | Brujas                                          | Indicada  |
| 2013 | Melhor Atriz de Teatro    | Radrigán: Redoble fúnebre para lobos y corderos | Indicada  |

Prêmio Apes
| Ano  | Categoria                           | Trabalho   | Resultado |
| ---- | ----------------------------------- | ---------- | --------- |
| 1996 | Melhor atriz coadjuvante            | Loca piel  | Indicada  |
| 2000 | Melhor atriz coadjuvante            | Sabor a ti | Venceu    |
| 2005 | Melhor Atriz Principal em Televisão | Brujas     | Indicada  |

Outros prêmios e indicações
| Ano  | Prêmio                                    | Categoria                      | Trabalho           | Resultado |
| ---- | ----------------------------------------- | ------------------------------ | ------------------ | --------- |
| 2005 | Prêmio Rádio Rock e Pop TV                | Melhor Atriz                   | Brujas             | Venceu    |
| 2015 | Festival Internacional de Curtas do Chile | Melhor Atriz de Curta Metragem | Manzanas amarillas | Venceu    |
| 2021 | Prêmios Larry Moe                         | Melhor Atriz                   | Verdades ocultas   | Venceu    |

## Distinções
- 2006 - Prêmio Distinção da Federação de Mulheres pela Paz Mundial por seu trabalho artístico.
- 2006 - Eleita pela lista 10 do Chile Elige como a décima melhor intérprete feminina da televisão.
- 2019 - Premio Francis Francoise por contribuição artística.